# Eigentijdse muziek
Eigentijdse muziek, ook wel hedendaagse muziek genoemd, is alle muziek die gemaakt is vanaf 1900. 
Binnen de eigentijdse muziek vallen:
- Eigentijdse klassieke muziek (klassieke muziek van na 1975)
- Klassieke muziek uit de 20e eeuw ("modern klassiek", klassieke muziek vanaf 1900)
- Popmuziek
- Experimentele muziek gemaakt na 1900
- Wereldmuziek gemaakt na 1900

Veelal wordt vervangend de term popmuziek gebruikt, maar dat is meestal niet juist, omdat die term impliceert dat alle hedendaagse muziek tevens populair zou zijn. Tevens kan gesteld worden dat moderne klassieke stromingen als minimal music, Musique Concrète en soundscape tot de eigentijdse muziek gerekend kunnen worden, waar deze doorgaans niet tot de popmuziek gerekend worden. Ook veel wereldmuziek en experimentele muziek valt binnen de categorie eigentijdse muziek als deze na grofweg 1900 gecomponeerd is.

## Bredere term voor (post)moderne muziek
Waar bij de term popmuziek veelal gefocust wordt op stijlkenmerken (soul, punk, disco, rhythm-and-blues, hiphop, techno), op populariteit (mainstream zoals Top 100-muziek, of een subcultuur/alternatieve-muziekstroming zoals experimentele popmuziek), of op herkomst (J-Pop, Türkpop, Nederpop, chanson, schlager), kán de term eigentijdse muziek ook alle muziek van heden ten dage betreffen. Dit is dan ongeacht stijlkenmerk, populariteit, herkomst of dergelijke.